# Dubienka (gromada)
Dubienka – dawna gromada, czyli najmniejsza jednostka podziału terytorialnego Polskiej Rzeczypospolitej Ludowej w latach 1954–1972.
Gromady, z gromadzkimi radami narodowymi (GRN) jako organami władzy najniższego stopnia na wsi, funkcjonowały od reformy reorganizującej administrację wiejską przeprowadzonej jesienią 1954 do momentu ich zniesienia z dniem 1 stycznia 1973, tym samym wypierając organizację gminną w latach 1954–1972.
Gromadę Dubienka z siedzibą GRN w Dubience utworzono – jako jedną z 8759 gromad na obszarze Polski – w powiecie hrubieszowskim w woj. lubelskim na mocy uchwały nr 8 WRN w Lublinie z dnia 5 października 1954. W skład jednostki weszły obszary dotychczasowych gromad Uchańka, Dubienka i Starosiele ze zniesionej gminy Dubienka w tymże powiecie. Dla gromady ustalono 20 członków gromadzkiej rady narodowej.
1 stycznia 1960 do gromady Dubienka włączono obszar zniesionej gromady Rogatka w tymże powiecie.
1 stycznia 1962 do gromady Dubienka włączono obszar zniesionej gromady Skryhiczyn oraz wsie Siedliszcze, Brzozowiec i Holendry ze zniesionej gromady Siedliszcze w tymże powiecie.
Gromada przetrwała do końca 1972 roku, czyli do kolejnej reformy gminnej. 1 stycznia 1973 w powiecie hrubieszowskim reaktywowano gminę Dubienka (od 1999 gmina Dubienka znajduje się w powiecie chełmskim w woj. lubelskim).